# Sen Katayama
Sen Katayama, in giapponese 藪木 菅太郎? (nato Sugataro Yabuki in giapponese 藪木 菅太郎?; Okayama, 26 dicembre 1859 – Mosca, 5 novembre 1933), è stato un politico e giornalista giapponese, uno dei primi attivisti politici e giornalisti marxisti giapponesi, uno dei membri originari del Partito Comunista degli Stati Uniti d'America e cofondatore, nel 1922, del Partito Comunista Giapponese. Dopo il 1884 trascorse gran parte della sua vita all'estero, soprattutto negli Stati Uniti e in Unione Sovietica, dove fu molto attivo nella comunità socialista internazionale e, dopo il 1920, in quella comunista. Katayama aveva una base debole in Giappone e lì era poco conosciuto. Tuttavia, nel resto del mondo, fu ampiamente acclamato come uno dei principali portavoce dei movimenti socialisti e comunisti giapponesi.

## Biografia
Sugataro Yabuki era il secondo figlio nato da Kunizo e Kichi Yabuki nel 1859 nel distretto di Hadeki di quella che sarebbe poi diventata la prefettura di Okayama, in Giappone. Fu adottato dalla famiglia Katayama all'età di diciannove anni e prese il nome di Sen Katayama, diventando il "primo figlio" dei Katayama dopo che la madre biologica fu abbandonata dal marito. L'adozione evitò la coscrizione di Katayama e gli ha permesso di continuare la sua istruzione. Nella sua autobiografia, Jiden (自伝), Katayama ammise di essere stato fortunato a non essere stato il primogenito della sua famiglia d'origine, poiché ciò lo salvò da alcune delle responsabilità che gravavano su alcuni dei suoi conoscenti.
Nel 1878, Katayama si recò a Tokyo per diventare apprendista tipografo mentre studiava in una piccola scuola preparatoria, l'Oka-Juku, dove strinse un'amicizia con Iwasaki Kiyoshichi (岩崎清七), nipote di uno dei fondatori della Mitsubishi. La partenza di Iwasaki per l'Università di Yale ispirò Katayama a recarsi negli Stati Uniti, dove frequentò il Maryville College di Maryville, nel Tennessee, e il Grinnell College laureandosi nel 1892. Al Grinnell College ascoltò lezioni sul socialismo tedesco da Richard Ely e lesse una biografia di Ferdinand Lassalle, fatti che influenzarono  il resto della sua vita. Quindi studiò all'Andover Theological Seminary e poi alla Yale Divinity School. Durante questo periodo, Katayama divenne cristiano e socialista.

## Carriera

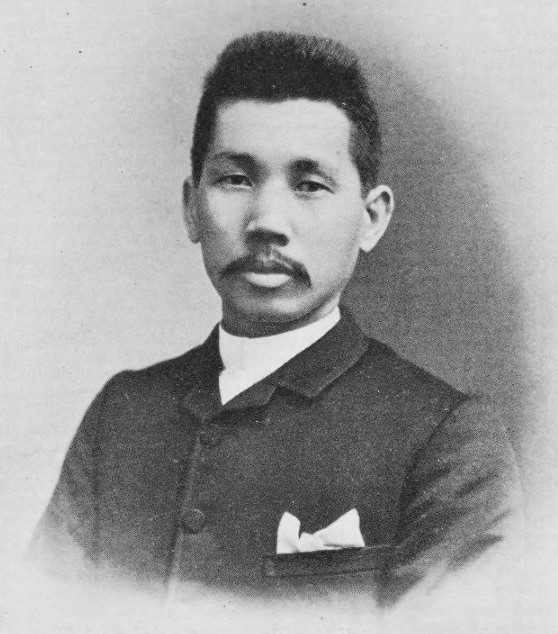
Katayama all'età di 25 anni

Sen Katayama ritornò in Giappone nel 1896. La sua terra natale era cambiata molto. Qui il capitalismo aveva preso piede e la guerra sino-giapponese del 1894-1895 dimostrò il carattere aggressivo del nuovo Stato. Katayama fondò un asilo nido e una scuola serale per lavoratori con l'aiuto di un missionario cristiano. Fondò anche il primo sindacato moderno in Giappone, il sindacato metalmeccanico Tekkō Kumiai, e pubblicò il Rōdō Sekai (労働世界), l'organo del sindacato dei lavoratori siderurgici (鉄工組合) e della Federazione dei sindacati (労働組合期成会). Con i suoi compagni Isoo Abe, Naoe Kinoshita e Shūsui Kōtoku, fondò il Partito Socialdemocratico del Giappone, che fu bandito il giorno della sua fondazione. Nel 1900, il governo promulgò la Legge di polizia per il mantenimento della pace e dell'ordine (治安警察法, chian-keisatsu-hō), che consentiva alle autorità di sopprimere qualsiasi attività sindacale.  Nel 1901, Sen Katayama pubblicò il suo primo articolo di giornale in tedesco sulla rivista “Die Zukunft” di Maximilian Harden.
Nel 1900 inviò una lettera di benvenuto al Congresso socialista di Parigi. In questo congresso fu eletto all'Ufficio socialista e iniziò così la presenza ufficiale dei socialisti giapponesi nella Seconda Internazionale. Dopo la vittoria dei socialdemocratici tedeschi nelle elezioni del Reichstag del 1903, Katayama si congratulò. Tornò negli Stati Uniti nel 1903 su sollecitazione di Iwasaki a esaminare le opportunità di coltivazione del riso. Durante questo viaggio partecipò al Secondo Congresso Socialista Internazionale ad Amsterdam dove ottenne il riconoscimento per aver stretto la mano al delegato russo, Georgij Plechanov, in un gesto di amicizia tra il popolo russo e quello giapponese, nonostante la guerra russo-giapponese allora in corso. Il suo discorso fu tradotto in tedesco da Clara Zetkin e in francese da Rosa Luxemburg. Con la Guerra russo-giapponese del 1904-1905, anche i socialisti in Giappone dovettero chiedersi come avrebbero dovuto rispondere a questi conflitti imperialisti. Il quotidiano Heimin Shimbun, diretto da Sen Katayama, sostenne: “I governi di Giappone e Russia hanno scatenato incautamente un incendio di guerra per soddisfare i loro desideri imperialisti. Ma per i socialisti non c'è differenza di razza, di paese o di nazionalità”.

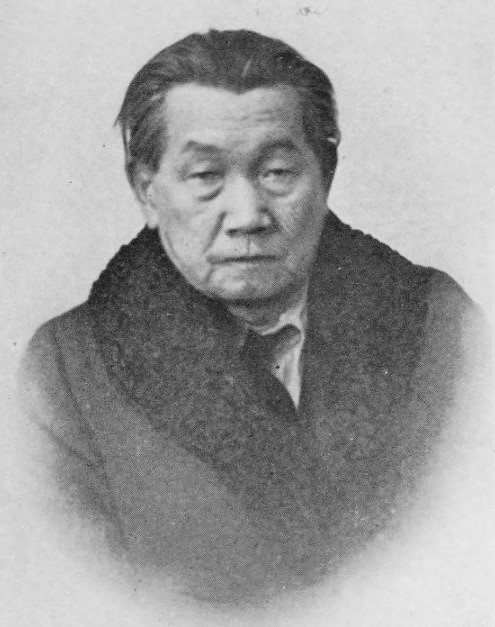
Katayama nel 1925

Nel 1904 partecipò a un convegno del Partito socialista statunitense a Chicago. Si stabilì in Texas e la sua attività principale divenne la coltivazione del riso. Quando il suo raccolto fallì, divenne impiegato presso il proprietario di un ristorante giapponese a Houston, Tsunekichi Okasaki, che acquistò 10.202 acri (41,29 kmq) di terreno in Texas con l'intenzione che Katayama lo coltivasse. Alla fine del 1905, i due presero in prestito 100.000 dollari da Iwasaki per finanziare il raccolto del riso, formando insieme una "Nippon Kono Kabushiki-gaisha" (Società agricola giapponese) per sviluppare il progetto, con Katayama come amministratore delegato. Tuttavia, la società si sciolse rapidamente, presumibilmente a causa delle tendenze socialiste di Katayama, e lui tornò in Giappone nel 1907, si unì al movimento socialista e intraprese la carriera giornalistica.

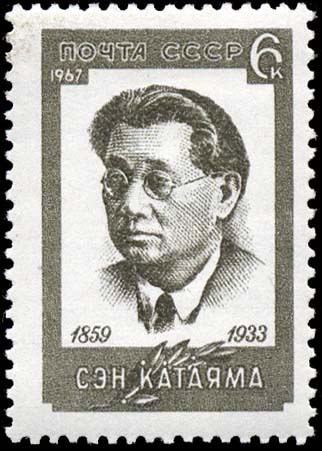
Francobollo emesso in URSS nel 1967, con un ritratto di Sen Katayama (1859-1933)

Fu arrestato e incarcerato per la sua partecipazione allo sciopero dei tram di Tokyo del 1912,  e dopo il suo rilascio partì per la California, fermandosi a San Francisco. Durante la prima guerra mondiale sviluppò simpatia per Karl Liebknecht, mantenne i contatti con Aleksandra Kollontaj, accolse con favore la Rivoluzione di febbraio nel 1917 e difese la Rivoluzione d'ottobre. Diventò membro di spicco del CPUSA. Dopo soggiorni in Messico e Canada, viaggiò attraverso la Francia e la Germania fino a Mosca nel gennaio 1922, in occasione del Primo Congresso delle Organizzazioni Comuniste e Rivoluzionarie dell'Estremo Oriente. Al IV Congresso dell'Internazionale Comunista, alla fine del 1922, divenne membro del Comitato Esecutivo e membro del Presidium dell'EKKI.
Rimase in Unione Sovietica, lavorando per il Comintern, fino alla sua morte, avvenuta il 5 novembre 1933. Il suo ultimo appello, rivolto a Henri Barbusse e Romain Rolland, fu per la liberazione di Ernst Thälmann e la lotta contro il fascismo tedesco. Le sue ceneri furono sepolte il 9 novembre nella necropoli del Muro del Cremlino nella Piazza Rossa. Stalin e Wilhelm Pieck, tra gli altri, trasportarono la bara. Al funerale parteciparono 150.000 persone.

## Vita privata
Katayama ebbe due figli dalla prima moglie, Fude, che morì nel 1903, e un'altra figlia dalla seconda moglie, Hari Tama, che sposò nel 1907.